# حصار (بوكان)
قرية حصار (بالكردية: حەسار) هي إحدى القرى التابعة لـفيض الله بغي في ريف قسم مركزي من مقاطعة بوكان، في محافظة أذربیجان الغربیة الإيرانية.

## السكان
حسب إحصاءات سنة 2006، بلغ إجمالي السكان في حصار 476 نسمة وعدد المساكن 86 مسكن. لغة سكان حصار هي اللغة الكردية و هم من أهل السنة والجماعة والمذهب الشافعي.